# Destiny (album van Stratovarius)
Destiny is het zevende album van Stratovarius, uitgebracht in 1998 door Noise Records. Het is het progressiefst getinte album van de band.

## Nummers
1. Destiny – 10:15
2. S.O.S. – 4:15
3. No Turning Back – 4:22
4. 4000 Rainy Nights – 6:00
5. Rebel – 4:16
6. Years Go By – 5:14
7. Playing With Fire – 4:15
8. Venus in the Morning – 5:35
9. Anthem of the World – 9:31

## Bezetting
- Timo Kotipelto - zanger
- Timo Tolkki - gitarist
- Jari Kainulainen - bassist
- Jens Johansson - keyboardspeler
- Jörg Michael - drummer